# 阪南市立東鳥取小学校
阪南市立東鳥取小学校（はんなんしりつ ひがしとっとりしょうがっこう）は、大阪府阪南市石田にある公立小学校。

## 沿革
- 1873年（明治6年）10月1日 - 開校[1]。